# Pehta (mitologija)
Pehta, tudi Pehta baba, Pehta krulja, Pehtrna (nemško Perchta), ženski demon v južno nemškem, avstrijskem in slovenskem alpskem svetu.
Pehta je žensko bitje, ki je veljalo ponekod za dobro, drugje za hudobno. Predstavljali so jo tudi kot voditeljico umrlih otrok. Oblast ima v zimskih mesec, predvsem med božičem in svetimi tremi kralji, ko vodi svojo tolpo (duše umrlih). Skrbi za dostojnost, zmernost in prejo ter je nevarna lenim in umazanim deklinam.V alpskih deželah nastopa tudi kot maska ali skupina mask. Sorodnje so ji Torka, Kvatrna baba in Lucija.
Pehta je znana v slovenskih alpskih krajih, opisana je v Vandotovi povesti Kekec.